# Cudrefin
Cudrefin är en ort och kommun vid Neuchâtelsjön i distriktet Broye-Vully i kantonen Vaud, Schweiz. Kommunen har 1 877 invånare (2023).